# 密西西比软鳞铠鲨
密西西比软鳞铠鲨（学名：Mollisquama mississippiensis），又称美洲口袋鲨， 是生活在墨西哥湾的一种软鳞铠鲨。

## 发现
这种鲨鱼最初是由图兰大学的科学家们在2010年对抹香鲸进行研究时发现的。2013年，美国国家海洋和大气管理局将其分类为为软鳞铠鲨属， 这是该区域首次发现的软鳞铠鲨。早在1979年，人们在智利海岸外捕获了一种不同的软鳞铠鲨标本， 这些鲨鱼在体态大小、椎骨数量以及发光器官等方面的差异，被用来识别物种的不同。

## 形态
这种鲨鱼的头部呈球状，类似于鲸鱼的头部。 体型非常小，仅有5.5英寸（约140毫米）。在鳃附近有两个形似口袋的部位，能分泌发光的液体，可助于这种鲨鱼进行捕猎。 身体呈灰色，鳍部颜色较深。鳃周围的区域呈奶油色。 身体周围有光源器官的簇集而产生光亮。